# Hinrichshagen (Mecklenburg)
Hinrichshagen is een Ortsteil van de Duitse gemeente Peenehagen in de deelstaat Mecklenburg-Voor-Pommeren. Tot 1 januari 2012 was Hinrichshagen een zelfstandige gemeente met de Ortsteilen Forsthof en Levenstorf.